# Hylemeridia editorum
Hylemeridia editorum är en fjärilsart som beskrevs av Louis Beethoven Prout 1932. Hylemeridia editorum ingår i släktet Hylemeridia och familjen mätare. Inga underarter finns listade i Catalogue of Life.